# 王陵
王 陵（おう りょう）は、
1. 中国の秦末から前漢の人で、楚漢戦争では劉邦に仕えた将軍で劉邦を天下に導いた。内容は後述。
2. 中国の戦国時代の秦の人で五大夫。生没年不詳。紀元前258年に長平の戦い後に昭王から更迭された白起の代わりに趙を攻めるが、魏の信陵君や楚の春申君が率いる援軍に敗退して、翌年に王齕に交代させられた。

王 陵（おう りょう、? - 紀元前180年）は、秦末から前漢の人。沛の人。
沛県の豪族で飾り気がなく直言を好む人物であった。漢の高祖劉邦も大成前は王陵を兄として仕えていたことがあった。

## 生涯
劉邦が挙兵し咸陽を落としたころ、王陵は数千の兵を集めて南陽に割拠し、劉邦に従おうとはしなかった。劉邦が項羽と戦うようになると、王陵は漢に属するようになった。項羽は王陵の母を人質にして王陵を従わせようとしたが、王陵の使者が項羽の元を訪れた際、王陵の母は「漢王（劉邦）に従うように。私のために二心を持ってはいけません」と使者に伝えさせると、自分は剣に伏して自殺した。項羽は怒ってこの母を釜茹でに処した。王陵は従属が遅く、また劉邦の宿敵雍歯と仲が良かったことから、列侯に封じられるのが遅かったが、高祖6年（紀元前201年）8月に安国侯（5000戸）に封じられる。
蕭何の後任候補として曹参らと共に挙げられたがその際に劉邦は「馬鹿正直」と評している。
恵帝6年（紀元前189年）、相国曹参の死を受けて王陵が右丞相、陳平が左丞相となった。
恵帝の死後、呂后は自分の一族呂氏を王にしようとした。王陵にそのことを尋ねたところ、「高祖は『劉氏以外で王になるものがいたら天下皆でこの者を討て』と白馬を生贄にして盟を行いました。呂氏を王とするのはこの盟に背くものです」と堂々と答えた為、呂后は不機嫌になったが正論であるために怒る事ができなかった。同じことを陳平、周勃らに尋ねたところ、「高祖（劉邦）は天下を統一すると自分の子弟を王としました。今は皇太后（呂后）が天下を治めているのですから、呂氏の子弟を王として問題はありません」と答え、呂后を喜ばせた。王陵は後で陳平らを「君たちは高祖との盟の時にその場にいなかったのか?何の面目があって死後の世界で高祖に会えるというのだ」と責めたが、陳平は「朝廷で主と面と向かって争う点では私は貴方にかないませんが、社稷を全うし、劉氏の後継者を定めるという点では貴方は私に及びません」と答え、王陵は言い返せなかった。
呂后は王陵を疎んじ、高后元年（紀元前187年）に王陵を太傅に祭り上げて宰相の実権を奪った。王陵は怒り、病気を理由に辞職して屋敷の門を閉じ、朝廷にでることもなくなった。
高后8年（紀元前180年）に死去し、武侯と諡された。子の哀侯王忌が安国侯を継いだ。彼は1年で没し、その子の終侯王斿が継いだ。彼は39年で没し、その子の安侯王辟方が継いだ。彼は20年で没し、その子の王定が継いだ。武帝の時代に安国侯王定は酎金を怠った件により、所領を没収され平民に落とされた。しかし、宣帝の時代に王陵の子孫の王襄が再興することを許された。